# 賀茂吉備麻呂
賀茂 吉備麻呂（かも の きびまろ）は、飛鳥時代から奈良時代にかけての貴族。氏は鴨とも記される。姓は朝臣。官位は従四位下・播磨守。

## 経歴
文武天皇5年（701年）遣唐中位（判官）に任ぜられ（この時の官位は進大壱（大初位上相当）・刑部判事）、翌大宝2年（702年）渡唐する。慶雲4年（707年）3月に遣唐副使・巨勢邑治らと共に帰国、同年5月に渡唐の功労により綿・麻布・鍬・籾を賜与され、8月には従七位上から一挙に七階昇進して従五位下に叙爵された。
和銅元年（708年）下総守に任ぜられるが、間もなく下総守は佐伯百足に交替し、吉備麻呂は玄蕃頭に転任する。のち左少弁を経て、和銅6年（713年）二階昇進して正五位下となる。
霊亀3年（717年）河内守として地方官に遷ると、養老年間初頭に播磨守、養老3年（719年）には按察使に任ぜられて備前国・美作国・備中国・淡路国の4ヶ国を管轄するなど、元正朝では地方官を歴任し、この間の養老2年（718年）に従四位下に至っている。

## 官歴
注記のないものは『続日本紀』による。
- 時期不詳：進大壱（大初位上相当）。刑部判事
- 文武天皇5年（701年） 正月23日：遣唐中位（判官）
- 時期不詳：従七位上
- 慶雲4年（707年） 8月16日：従五位下
- 和銅元年（708年） 3月13日：下総守。3月22日：玄蕃頭
- 和銅2年（709年） 7月25日：見左少弁[3]
- 和銅6年（713年） 4月23日：正五位下（越階）
- 霊亀3年（717年） 4月26日：河内守
- 養老2年（718年） 正月5日：従四位下
- 時期不詳：播磨守
- 養老3年（719年）7月13日：按察使（備前国・美作国・備中国・淡路国）

## 系譜
- 父：不詳
- 母：不詳
- 生母不明の子女
  - 男子：賀茂小黒麻呂[4]